# モハマド・モハマディ
モハマド・モハマディ＝バリマンロー（Mohammad Mohammadi-Barimanloo 1991年1月24日- ）はイランの柔道選手。階級は73kg級。

## 人物
2017年のアジア選手権73㎏級で5位だったが、グランプリ・フフホトでは3位となった。2018年のアジア大会では準決勝で韓国の安昌林に敗れて3位だった。世界選手権では4回戦でリオデジャネイロオリンピック銀メダリストである地元アゼルバイジャンのルスタム・オルジョフを破るなどして準決勝まで進むも、安昌林に敗れて3位だった。2019年の世界選手権に出場予定だったものの、大会直前になって出場を回避する事態となった。イスラエルの選手と対戦する可能性が少なからずあることから、イスラエル選手との対戦を容認しないイラン政府の政策に従わざるを得なかったものとみられている。自身のインスタグラムにおいて、ビザの問題で今大会に出場できなくなったとされているが、それは表向きの理由に過ぎないと述べた。さらには柔道界から引退することも表明した。

## 主な戦績
- 2017年 -　アジア選手権　5位
- 2017年 - グランプリ・フフホト　3位
- 2018年 - グランプリ・チュニス　5位
- 2018年 - グランプリ・アンタルヤ　3位
- 2018年 -　アジア大会　3位
- 2018年 - 世界選手権　3位

(出典、JudoInside.com)